# Mickaël Var
Mickaël Var, né le 8 février 1990 à Saint-Pierre à La Réunion, est un joueur français de basket-ball. Il évolue au poste d'ailier fort.

## Clubs successifs
- 2005-2009  Élan béarnais Pau Lacq Orthez (sport étude)
- 2009-2010 :  Poitiers Basket 86 (Pro A)
- 2010-2012 :  Élan béarnais Pau-Lacq-Orthez (Pro A)
- 2012-2014 :  SOM Boulogne-sur-Mer (Pro B)
- 2014-2015 : 
  -  SOM Boulogne-sur-Mer (Pro A)
  -  ALM Évreux (Pro B)
- 2015-2016 :  ESSM Le Portel (Pro B)
- 2016-2017 :  Poitiers Basket 86 (Pro B)
- 2017-2019 :  SLUC Nancy (Pro B)
- 2019-2020 :  Poitiers Basket 86 (Pro B)
- Depuis 2020 :  SOM Boulogne-sur-Mer (NM1)

## Palmarès
- Champion de France Pro B 2014 (Boulogne-sur-Mer)
- aux Jeux des îles de l'océan Indien 2015 avec la sélection de La Réunion
- aux Jeux des îles de l'océan Indien 2011 avec la sélection de La Réunion
- aux Jeux des îles de l'océan Indien 2023 avec la sélection de La Réunion